# Vannes Volley-Ball 2014-2015 (pallavolo femminile)
Questa voce raccoglie le informazioni riguardanti il Vannes Volley-Ball nelle competizioni ufficiali della stagione 2014-2015.

## Organigramma societario
Area direttiva
- Presidente: Jerome Le Boulicaut

Area organizzativa
- General manager: Michel Genson

Area tecnica
- Allenatore: Thibaut Gosselin
- Allenatore in seconda: Lauriane Truchetet

## Rosa
| N° | Nome                | Ruolo | Data di nascita  | Nazionalità sportiva |
| -- | ------------------- | ----- | ---------------- | -------------------- |
| 1  | Korrin Wild         | S     | 22 luglio 1992   | Stati Uniti          |
| 4  | Genevieve Orlandini | L     | 23 maggio 1991   | Stati Uniti          |
| 5  | Bianca Rowland      | C     | 5 settembre 1990 | Stati Uniti          |
| 6  | Alessandra Guerra   | S     | 5 aprile 1981    | Brasile              |
| 10 | Dragana Bartula     | S     | 26 aprile 1988   | Bosnia ed Erzegovina |
| 12 | Mirna Basic         | P     | 5 dicembre 1993  | Francia              |
| 13 | Emma Le Boulicaut   | P     | 10 maggio 1999   | Francia              |
| 15 | Magda Králíková     | C     | 25 gennaio 1980  | Rep. Ceca            |
| 16 | Kathleen Slay       | C     | 4 novembre 1991  | Stati Uniti          |
| 17 | Alexandra Dascalu   | S/O   | 17 aprile 1991   | Francia              |
| 18 | Laurianne Delabarre | P     | 24 aprile 1987   | Francia              |